# Pseudocloeon dardanum
Pseudocloeon dardanum är en dagsländeart som först beskrevs av Mcdunnough 1923.  Pseudocloeon dardanum ingår i släktet Pseudocloeon och familjen ådagsländor. Inga underarter finns listade i Catalogue of Life.